# Capiatá
Capiatá est une ville du Paraguay située dans le département Central, à 20 km d'Asuncion. Elle a été fondée en 1640.